# Stadionul Municipal Bacău
Stadionul Municipal Bacău este un stadion multifuncțional din Bacău, România. A fost deschis în 1966 și a fost gazda echipelor de fotbal FCM Bacău și SC Bacău. Stadionul avea o capacitate de 17.500 de locuri.
Stadionul a fost renovat de mai multe ori de-a lungul anilor. În 2014 a fost aprobat un proiect de modernizare a stadionului. Capacitatea urma să fie redusă la 15.000 de locuri, dar stadionul urma să beneficieze de facilități moderne. Cu toate acestea, la scurt timp după începerea lucrărilor, proiectul a fost oprit, iar stadionul a fost închis, devenind inutilizabil.

## Denumirile de-a lungul vremii
| Nume                         | Perioada     |
| ---------------------------- | ------------ |
| Stadionul Nicolae Păduraru   | 1966–1980    |
| Stadionul Municipal Bacău    | 1980–1997    |
| Stadionul Dumitru Sechelariu | 1997–2010    |
| Stadionul Municipal Bacău    | 2010–prezent |

## Istorie
Stadionul Municipal din Bacău a fost deschis în 1966 și a purtat numele Nicolae Păduraru și fost gazda echipei Dinamo Bacău. Arena avea o capacitate de 17.500 de locuri.
Începând cu anul 1980, arena a fost mărită la capacitatea de 25.000 de locuri. Arena s-a redenumit in Stadionul Municipal Bacău.

### Renovări succesive în era Sechelariu
Arena băcăuană a fost renovată în mai multe rânduri pe vremea când la conducerea echipei se afla însuși primarul Dumitru Sechelariu, cel care a decis să îi poarte numele, schimbându-l din Nicolae Păduraru în Dumitru Sechelariu. În 2001 s-a montat instalația de nocturnă.
După ce în anul 2003 a primit acceptul de a organiza meciuri internaționale din partea UEFA, stadionul Municipal nu a mai suferit nicio modificare, iar în prezent se află într-o stare avansată de degradare deoarece autoritățile nu au mai investit aproape deloc în menținerea sa.
Stadionul a fost renovat de mai multe ori de-a lungul anilor. În 2014 a fost aprobat un proiect de modernizare a stadionului. Capacitatea ar fi redusă la 15.000, dar stadionul ar beneficia de dotări moderne. Totuși, la scurt timp după începerea lucrărilor, proiectul a fost oprit, iar stadionul a fost închis, devenind inutilizabil.
În primăvara anului 2017 a fost reluat proiectul de modernizare. Municipiul Bacău a alocat fonduri pentru continuarea lucrărilor.

## Planuri pentru constructia unui nou stadion
La finalul anului 2007, Primăria a avansat ideea că stadionul să fie demolat, iar în locul său să fie amplasat un amplu complex comercial și hotelier de înaltă ținută arhitecturală, dar până în prezent nu s-a întâmplat nimic.
În curând se va construi un nou stadion, amplasat în cartierul CFR, o construcție ce va avea o capacitate de 25.000 de locuri. În afara stadionului, proiectul cuprinde construcția unei săli de sport, teren de antrenament, pistă de atletism și hotel. Parcarea va avea o capacitate minimă de 2.000 de locuri și se va situa pe 4 ha de teren. În proiect este inclusă și construcția unei parcări subterane. În zona destinată publicului vor fi amenajate un muzeu al trofeelor, un magazin cu vânzare de articole sportive, toalete, ascensoare pentru persoanele cu handicap, bufet, un fast-food cu 200 de locuri, o cafenea de 80 de locuri. Pentru sportivi se vor face vestiare, o piscină pentru 30 de persoane, saună cu bazin mare, sală de încălzire, sală de forță, cabinet medical și două săli pentru instruire tactică.  Noul stadion va semăna cu International Stadium din Haifa. Singura diferență este că stadionul din Haifa, care se află în faza de construcție, are o capacitate a tribunelor de 30.000 de locuri. Stadionul din Haifa este realizat în colaborare cu KSS London și S. Gendler Architects, din Anglia.
Noile estimari din 2023, spun că stadionul va avea ar urma să aibă o capacitate de 20.800 de locuri și are un cost estimat de 120 de milioane de euro. Complexul sportiv ar urma să conțină stadionul destinat pentru fotbal și rugby, o pistă de atletism, centru SPA cu bazin de înot și terenuri de sport în aer liber.